# Scottish Open 1983
Die Scottish Open 1983 im Badminton fanden vom 22. bis zum 23. Januar 1983 im Meadowbank in Edinburgh statt.

## Medaillengewinner
| Disziplin    | Gold                         | Silber                     | Bronze                          |
| ------------ | ---------------------------- | -------------------------- | ------------------------------- |
| Herreneinzel | Morten Frost                 | Kevin Jolly                | Ulf Johansson                   |
| Herreneinzel | Morten Frost                 | Kevin Jolly                | Henrik Svarrer                  |
| Dameneinzel  | Sally Podger                 | Gillian Martin             | Gillian Gowers                  |
| Dameneinzel  | Sally Podger                 | Gillian Martin             | Wendy Massam                    |
| Herrendoppel | Billy Gilliland Dan Travers  | Andy Goode Gerry Asquith   | Duncan Bridge Nigel Tier        |
| Herrendoppel | Billy Gilliland Dan Travers  | Andy Goode Gerry Asquith   | Jesper Knudsen Michael Kjeldsen |
| Damendoppel  | Karen Beckman Barbara Sutton | Sally Podger Karen Chapman | Gillian Gowers Wendy Massam     |
| Damendoppel  | Karen Beckman Barbara Sutton | Sally Podger Karen Chapman | Fiona Elliott Jillian Pringle   |
| Mixed        | Morten Frost Nettie Nielsen  | Rob Ridder Marjan Ridder   | Billy Gilliland Karen Chapman   |
| Mixed        | Morten Frost Nettie Nielsen  | Rob Ridder Marjan Ridder   | Duncan Bridge Karen Beckman     |

## Finalresultate
| Disziplin    | Sieger                       | Finalist                   | Ergebnis          |
| ------------ | ---------------------------- | -------------------------- | ----------------- |
| Herreneinzel | Morten Frost                 | Kevin Jolly                | 15:2, 15:6        |
| Dameneinzel  | Sally Podger                 | Gillian Martin             | 11:4, 10:12, 11-0 |
| Herrendoppel | Billy Gilliland Dan Travers  | Andy Goode Gerry Asquith   | 15:6, 15:7        |
| Damendoppel  | Karen Beckman Barbara Sutton | Sally Podger Karen Chapman | 15:12, 15:6       |
| Mixed        | Morten Frost Nettie Nielsen  | Rob Ridder Marjan Ridder   | 15:9, 6:15, 15:12 |